# Districte de Besançon
El Districte de Besançon és un dels tres districtes del departament francès del Doubs, a la regió de Borgonya-Franc Comtat. Té 15 cantons i 252 municipis. La seva població és de 253.510 habitants (2021) i la seva superfície és de 1926.4 km2. El cap del districte és la prefectura de Besançon.

## Història
El districte de Besançon va ser creat l'any 1800. El 2009 els dos cantons de Pierrefontaine-les-Varans i Vercel-Villedieu-le-Camp que abans pertanyien al districte de Besançon es van afegir al districte de Pontarlier.
Com a conseqüència de la reorganització dels cantons de França que va entrar en vigor l'any 2015, les fronteres dels cantons ja no estan relacionades amb les fronteres dels districtes. Els cantons del districte de Besançon eren, a partir de gener de 2015: cantó d'Amancey - cantó d'Audeux - cantó de Baume-les-Dames - cantó de Besançon-Est - cantó de Besançon-Nord-Est - cantó de Besançon-Nord-Oest - cantó de Besançon-Oest - cantó de Besançon-Planoise - cantó de Besançon-Sud - cantó de Boussières - cantó de Marchaux - cantó d'Ornans - cantó de Quingey - cantó de Rougemont - cantó de Roulans.